# Canthidium laetum
Canthidium laetum là một loài bọ cánh cứng trong họ Bọ hung (Scarabaeidae).